# Campionat d'Europa de cursa per eliminació masculí
|  | Aquest article és sobre la competició masculina. Per a la competició femenina, vegeu Campionat d'Europa de cursa per eliminació femení |

El Campionat d'Europa de cursa per eliminació masculina és el campionat d'Europa de Cursa per eliminació organitzat anualment per la UEC. Es porten disputant des del 2015 dins els Campionats d'Europa de ciclisme en pista.

## Pòdiums dels Guanyadors
| Proves | Or                    | Plata                    | Bronze                   |
| 2015   | Bryan Coquard (FRA)   | Simone Consonni (ITA)    | Christopher Latham (GBR) |
| 2016   | Loic Perizzolo (SUI)  | Christos Volikakis (GRE) | Jiri Hochmann (CZE)      |
| 2017   | Gerben Thijssen (BEL) | Maksim Piskunov (RUS)    | Rui Oliveira (POR)       |